# Hoya (Unternehmen)
Die Hoya K.K. (jap. HOYA株式会社, Hoya kabushiki kaisha, engl. Hoya Corporation) ist ein japanischer Hersteller von Spezialgläsern. Die Produktpalette reicht von Kristallgläsern über hochpräzise Glasscheiben für Festplattenlaufwerke und Fotomasken, Kontaktlinsen bis zu optischen Linsen für Kameras und LCD-Projektoren.

## Geschichte
Die Hoya K.K. wurde am 1. November 1941 gegründet, der Sitz des Unternehmens befand sich ursprünglich in der Stadt Hōya (heute Nishitōkyō) in der Präfektur Tokio, heute liegt er im Bezirk Shinjuku in Tokio. Aktien der Gesellschaft werden an der Börse Tokio unter der Kurzbezeichnung 7741 gehandelt.
Die Hoya K.K. fusionierte 2007/2008 als übernehmendes Unternehmen mit der Pentax K.K. Die Übernahme sollte bis zum 1. Oktober 2007 abgeschlossen sein, jedoch stimmte die Leitung von Pentax dem vorgeschlagenen Aktientausch zunächst nicht zu und verhandelte über andere Lösungen. Am 25. Mai erklärte Pentax sein Einverständnis mit dem Übernahmeangebot von Hoya und am 6. August 2007 hatte Hoya 90,59 % der Aktienanteile von Pentax übernommen. Am 29. Oktober 2007 erfolgte die gemeinsame Veröffentlichung, dass das Unternehmen Pentax zum 31. März 2008 vollständig in Hoya aufgehen wird, die Marke Pentax blieb jedoch erhalten. Je Pentax-Aktie erhielten die Pentax-Aktionäre 0,158 Hoya-Aktien. Zum Oktober 2011 wurde die Kamerasparte von Pentax sowie der Markenname an Ricoh weiterverkauft.

## Brillenglas-Kartell
Im Juni 2010 hat das deutsche Bundeskartellamt gegen fünf Brillenglashersteller und den Zentralverband der Augenoptiker und Optometristen (ZVA) wegen Kartellabsprachen Bußgelder in Höhe von 115 Mio. Euro verhängt.
Beteiligt waren folgende Unternehmen:
- Essilor GmbH (heute EssilorLuxottica)
- Rupp + Hubrach Optik GmbH, Bamberg (ebenfalls EssilorLuxottica)
- Carl Zeiss Vision GmbH, Aalen
- Rodenstock GmbH, München
- Hoya Lens Deutschland GmbH, Mönchengladbach[10].